# Poecilognathus loewi
Poecilognathus loewi är en tvåvingeart som först beskrevs av Joseph Hannum Painter 1965.  Poecilognathus loewi ingår i släktet Poecilognathus och familjen svävflugor. Inga underarter finns listade i Catalogue of Life.